# Numenius americanus
Numenius americanus е вид птица от семейство Бекасови (Scolopacidae). Видът е незастрашен от изчезване.

## Разпространение
Разпространен е в Канада, Коста Рика, Салвадор, Гватемала, Хондурас, Мексико, САЩ и Венецуела.

## Галерия
- В полет
- Ухажване
- Хранене с рак